# Морской (Астрахань)
Морско́й (ранее также Портнадзо́р) — упразднённый посёлок, вошедший в состав Трусовского района города Астрахани в 1938 году.

## География
Район занимает юго-восточную оконечность Астрахани на правом берегу Волги напротив острова Ильинского, ограничен ериком Дарма и границей города с территорией посёлка городского типа Ильинка Икрянинского района области. Расстояние до центра Астрахани по прямой составляет около 13 километров, по автодорогам — 17.

## Инфраструктура
Район преимущественно застроен частным сектором. Обслуживается почтовым отделением № 414030, расположенным в переулке Лобачевского. Школ и детских садов на территории Морского нет, ближайшие к нему учебные заведения — ООШ № 16 в посёлке Ильинка и городская СОШ № 53 имени Н. М. Скоморохова с дошкольным отделением в микрорайоне «3-й Интернационал». В бывшем посёлке работают три продуктовых магазина, имеются автобусные остановки.

## Транспорт
Морской связан с другими частями Астрахани городскими маршрутными такси № 6с и 139, через него также следуют некоторые пригородные маршруты, соединяющие центр города с сёлами Икрянинского района. С 5 апреля 2024 года был запущен автобус № 24 малого класса от Школы № 16 до Ж/д вокзала.